# Prionus kucerai
Prionus kucerai là một loài bọ cánh cứng trong họ Cerambycidae.